# Музей «Заповіту» Тараса Григоровича Шевченка

Кімната для гостей, де Т. Шевченко написав «Заповіт»

Музей «Заповіту» Тараса Григоровича Шевченка — музей у місті Переяслав, присвячений життю і творчості Тараса Шевченка. Заснований 2008 року.

## Історія
Музей засновано 18 квітня 2008 року в місті Переяслав в колишньому особняку лікаря А. Козачковського, у якого з жовтня 1845 до січня 1846 гостював та лікувався Шевченко. Ще двічі Шевченко побував у Козачковського в червні та в серпні 1859 року. Будинок Козачковського був побудований 1820 року й нині належить до реєстру пам'яток історії та архітектури України. Тут в ніч з 24 на 25 грудня 1845 року поет написав свій «Заповіт». Загалом восени 1845 року в Переяславі та у В'юнищах Шевченко написав такі твори, як «Наймичка», «Кавказ», «І мертвим, і живим…» «Холодний яр», «Давидові псалми», «Маленькій Мар'яні», «Минають дні, минають ночі», «Три літа». На завдання Київської Археографічної комісії Тарас Шевченко замалював архітектурні пам'ятки Переяслава. Збереглися такі малюнки як «Вознесенський монастир», «Михайлівська церква», «Покровський собор», «Андруші» (два малюнки з такою назвою), «У В'юнищі», «Кам'яний хрест св. Бориса».
У садибі Козачковського збереглися дві висаджені разом акації, які посадили Козачковський з Шевченком.

## Експозиція
Експозиція музею в хронологічній послідовності розкриває історію краю козацького періоду через призму її розуміння Т. Шевченком, розповідає про перебування
поета на Переяславщині.
Музей складається з 12 залів:
- Зали 1—3 експозиції музею присвячені історичним подіям Переяслава з XIV ст. до народно-визвольної війни українського народу 1648—1657 років, темі козацьких повстань та їхнім ватажкам.
- 4 зала музею присвячена Богданові Хмельницькому.
- 5 зала — меморіальна кімната, де зупинявся Тарас Шевченко, коли гостював у родині Козачковських.
- 6 зала — експозиція, присвячена історії знайомства Тараса Шевченка з лікарем А. Козачковським в Петербурзі.
- 7—8 зали містять копії малюнків Шевченка.
- 9 зала — виставкова.
- 10 зала — бібліотека родини Козачковських
- 11 зала — кабінет лікаря А. Й. Козачковського
- 12 зала — вітальня будинку Козачковських.

Перші чотири зали, об'єднані темою «Переяслав історичний», знайомлять відвідувачів з добою звитяжних лицарів, сміливих козацьких походів, боротьби з запеклими зовнішніми та внутрішніми ворогами. У експозиції знаходиться колекція української, польської, російської зброї XVII-XVIII ст.: козацькі люльки, порохівниці, картина «Козак Мамай» XVII ст., унікальний портрет Богдана Хмельницького роботи невідомого художника XVII ст., козацькі клейноди XVII ст. тощо.
Наступні чотири зали експозиції — меморіальні кімнати: вітальня, кімната для гостей, в котрій жив Т. Г. Шевченко, бібліотека та кабінет лікаря А. О. Козачковського — відтворюють інтер'єри кімнат І пол. ХІХ ст., що допомагає передати дух тієї епохи, наблизитися до обстановки, в якій жив і творив поет у 1845 та 1859 рр.
Три літературно-художні зали розповідають про навчання Тараса в Петербурзькій Академії мистецтв, ранню творчість поета, а також знайомство Т. Г. Шевченка з багатьма переяславцями та особисто з господарем будинку, про «Переяславську осінь Кобзаря» — період справжнього творчого злету митця. Так в інтер'єрі вітальні можна побачити диван, ломберний стіл, на якому виставлено гральні карти й візитівки; крісла, диван-канапе, позолочену шафу з кришталевим та порцеляновим посудом ХІХ століття. Стіни прикрашені іконами й картинами.

## Галерея

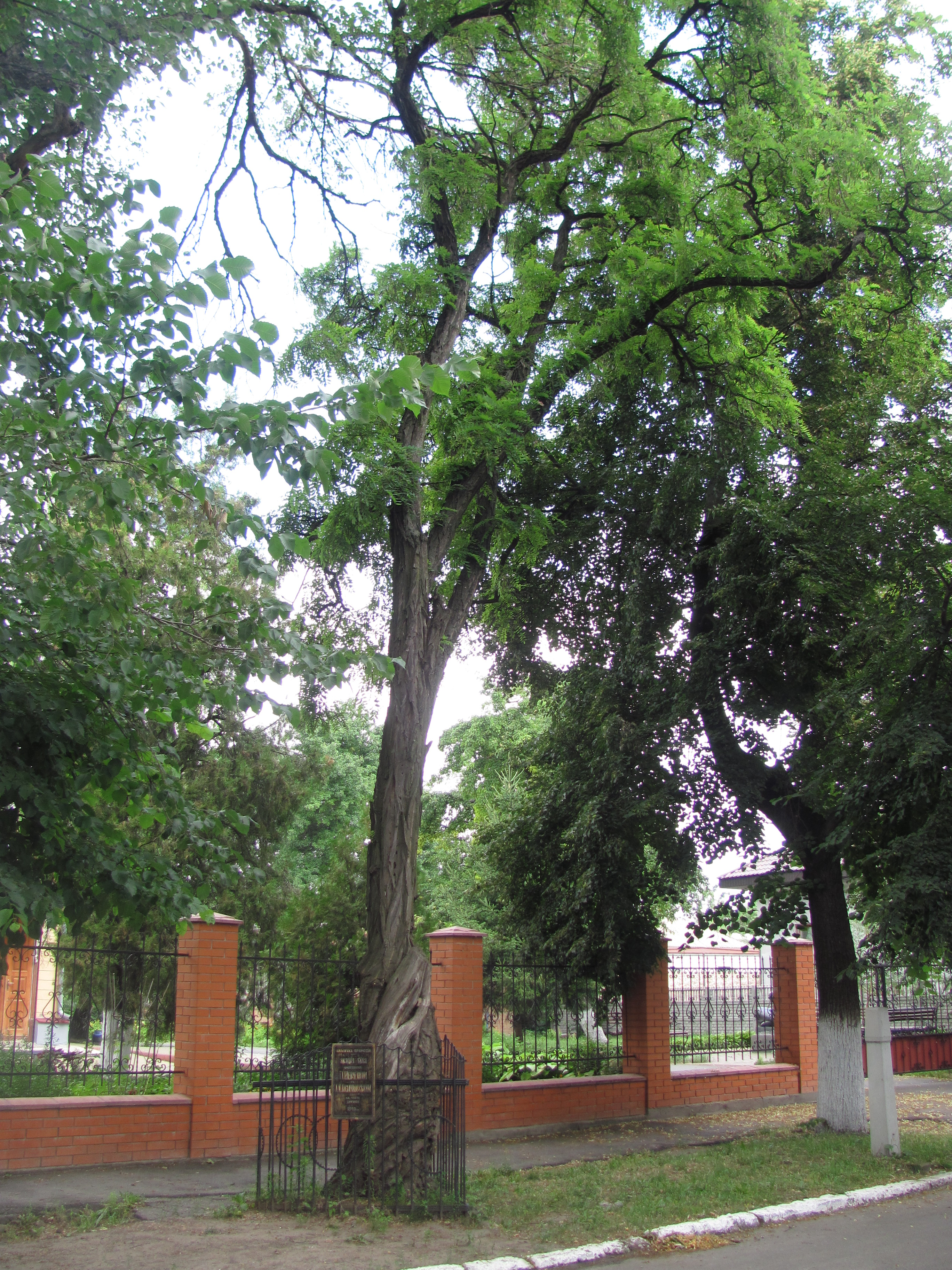
Акація, посаджена Козачковським і Шевченком
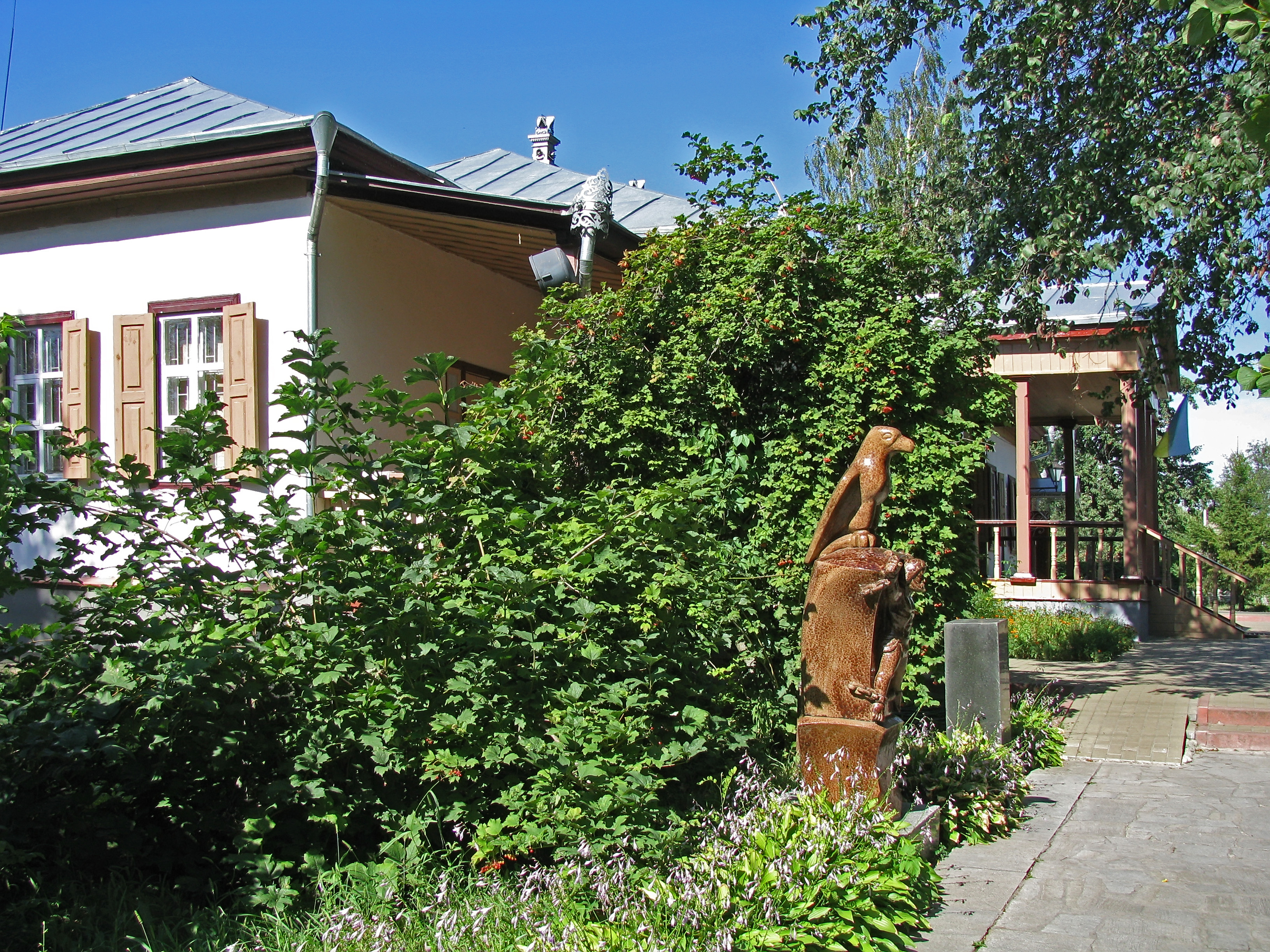
Вид на музей
Фрагмент експозиції
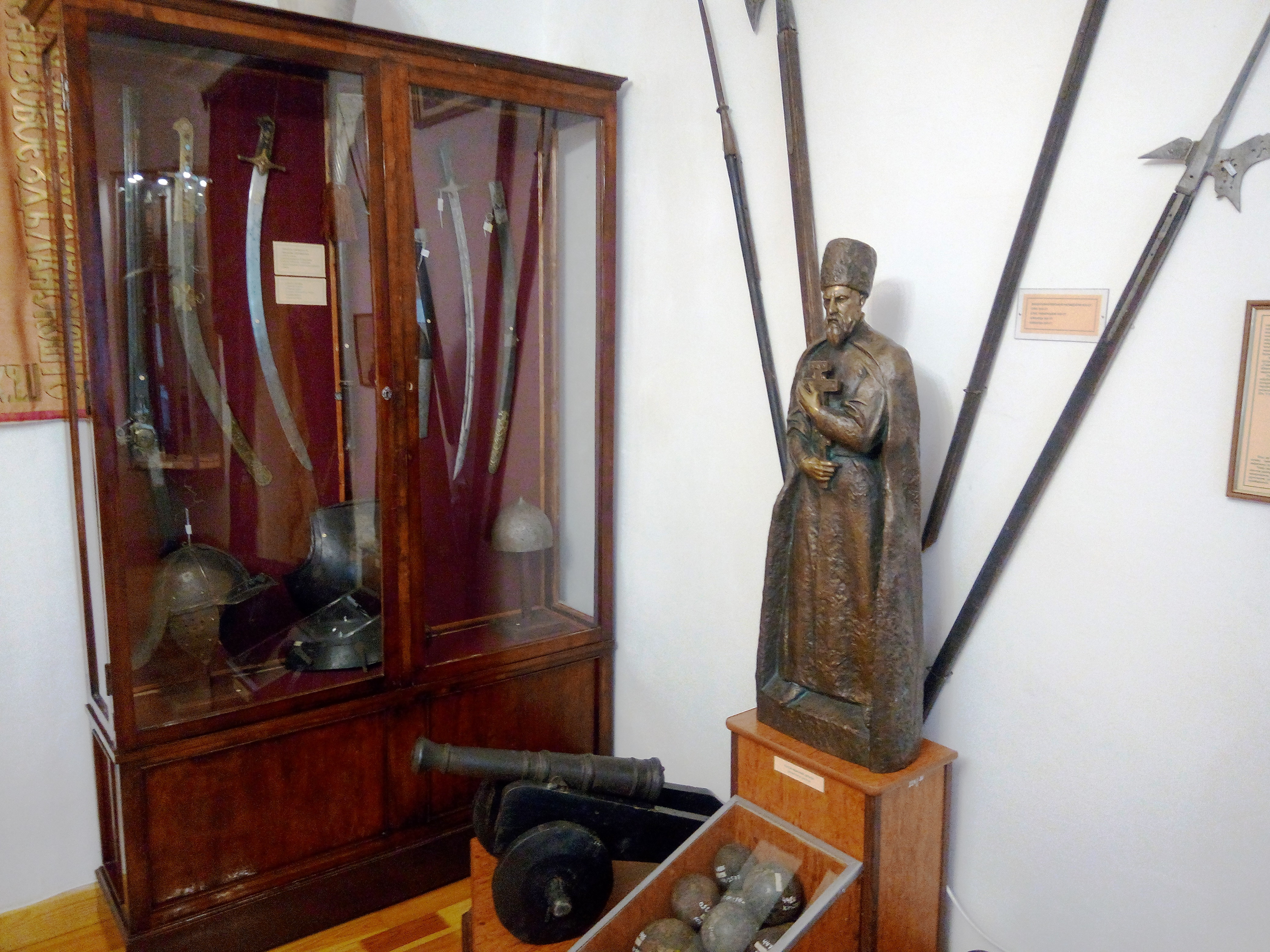
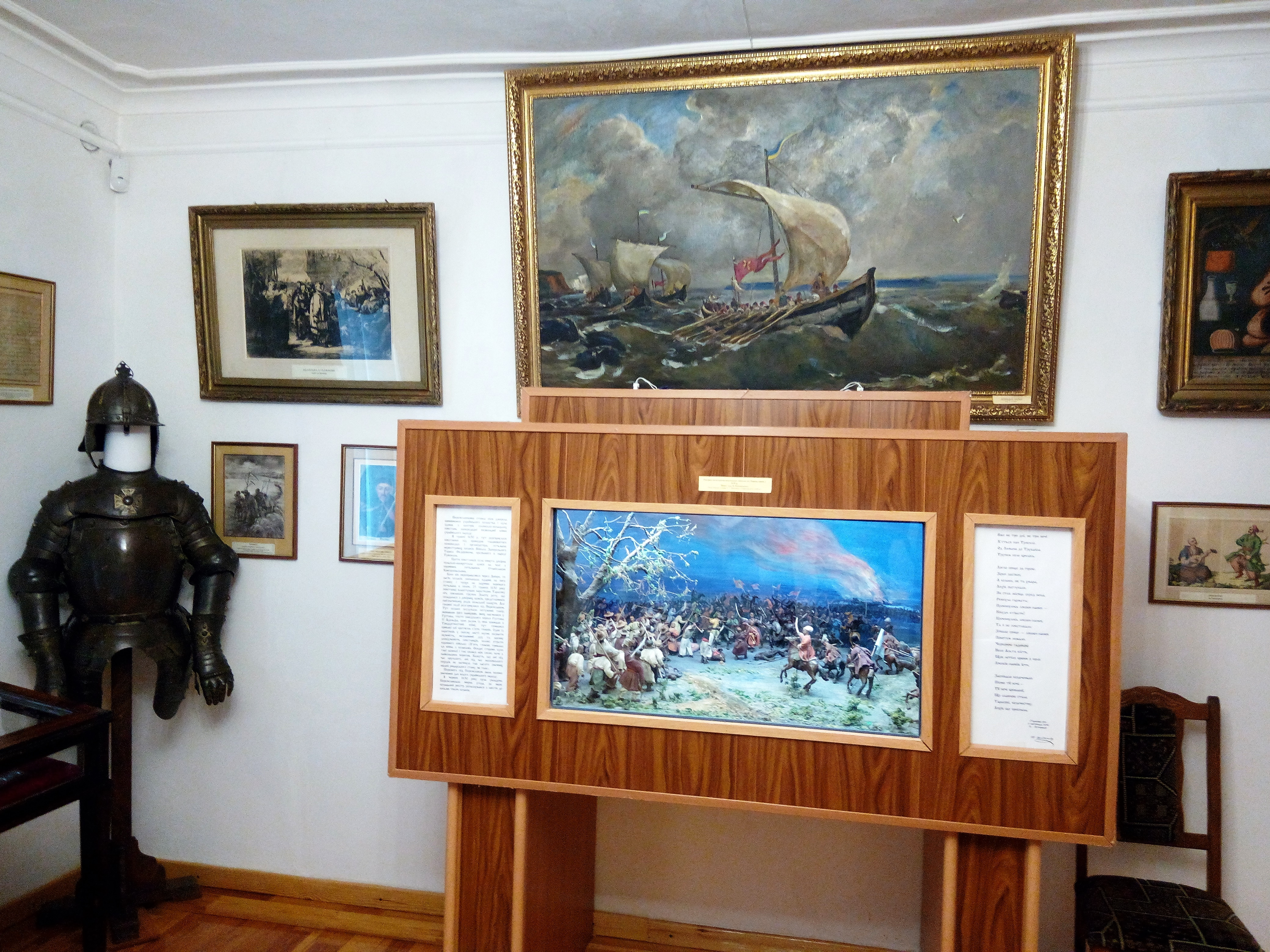
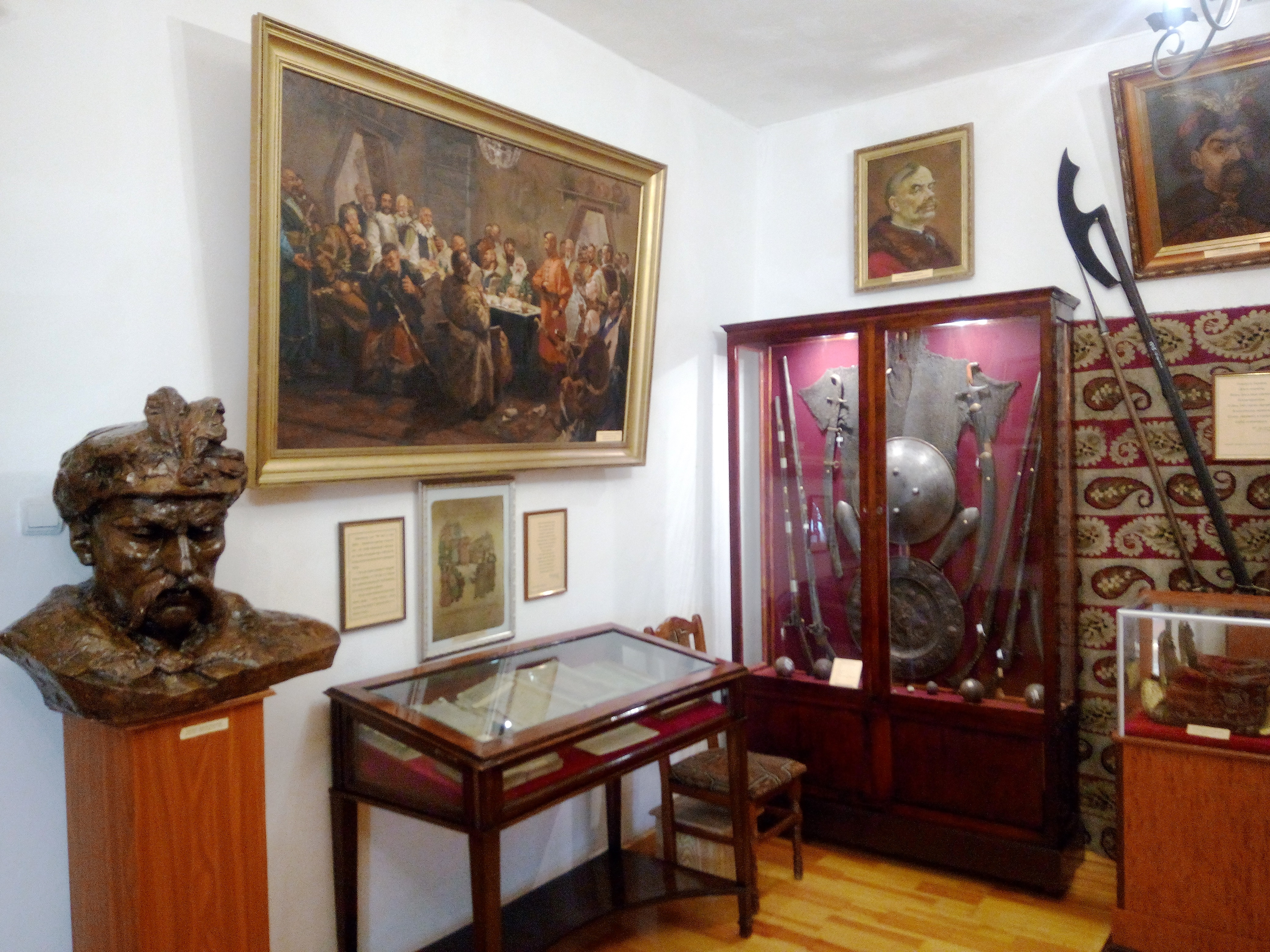
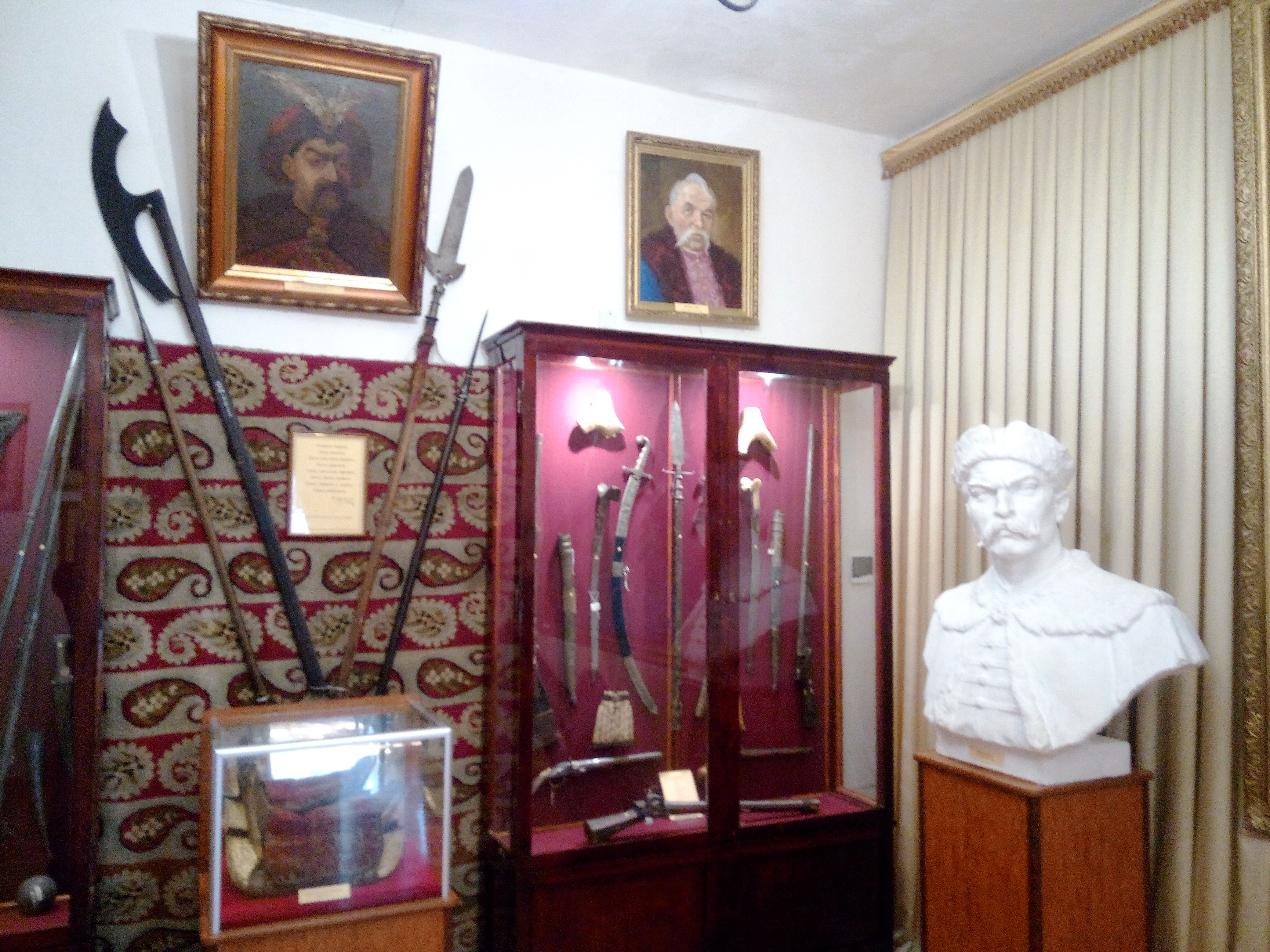
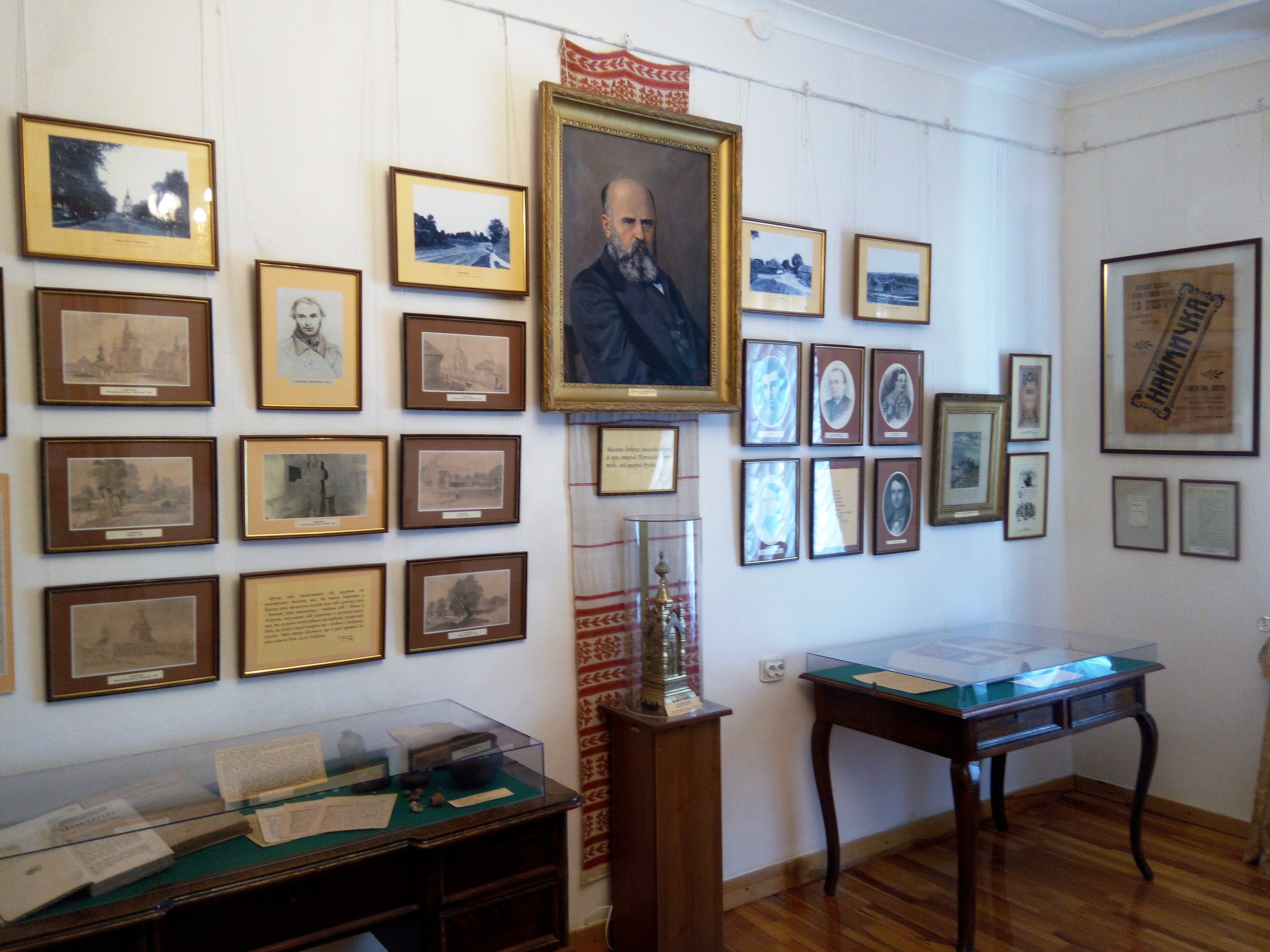
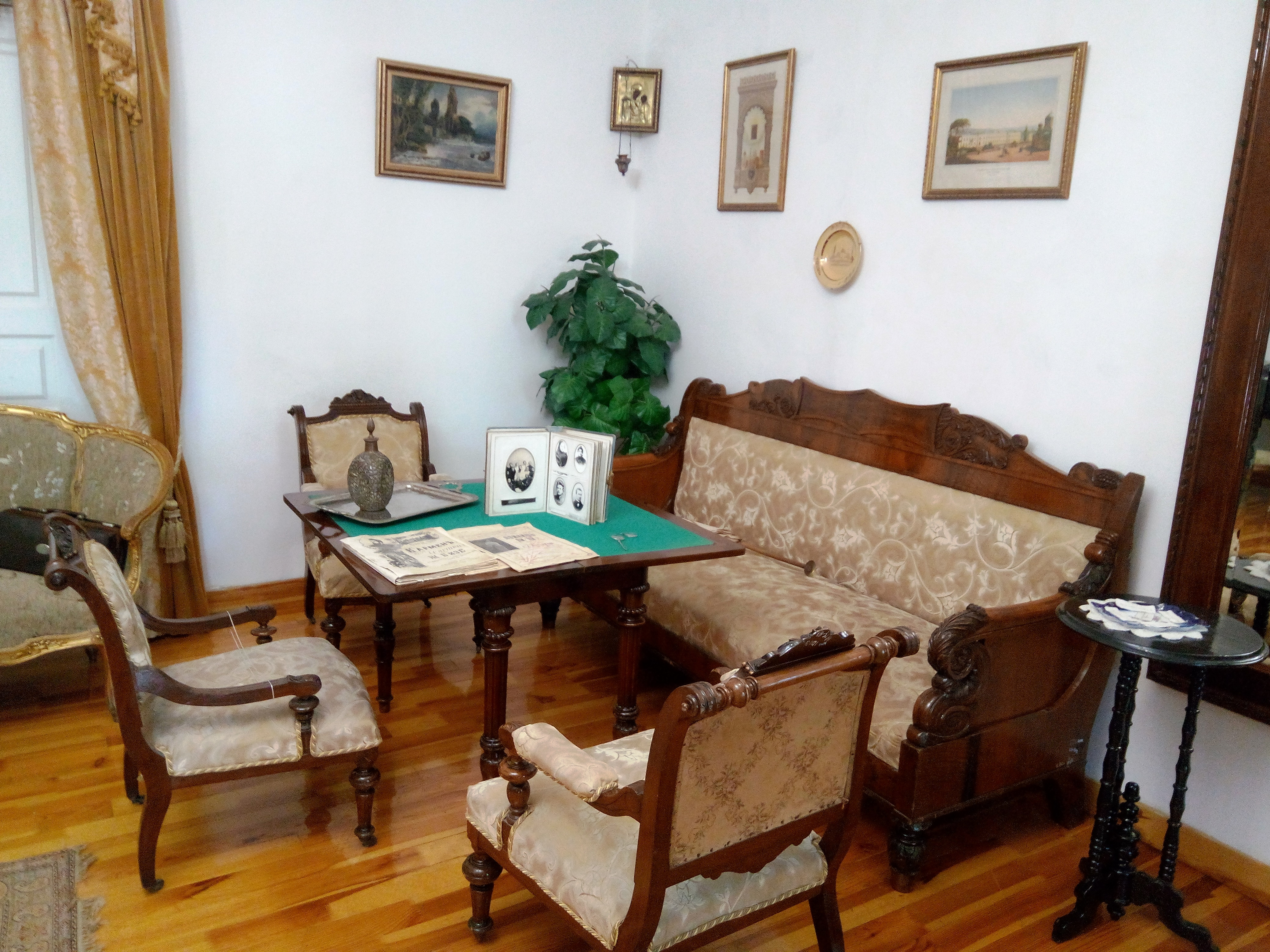
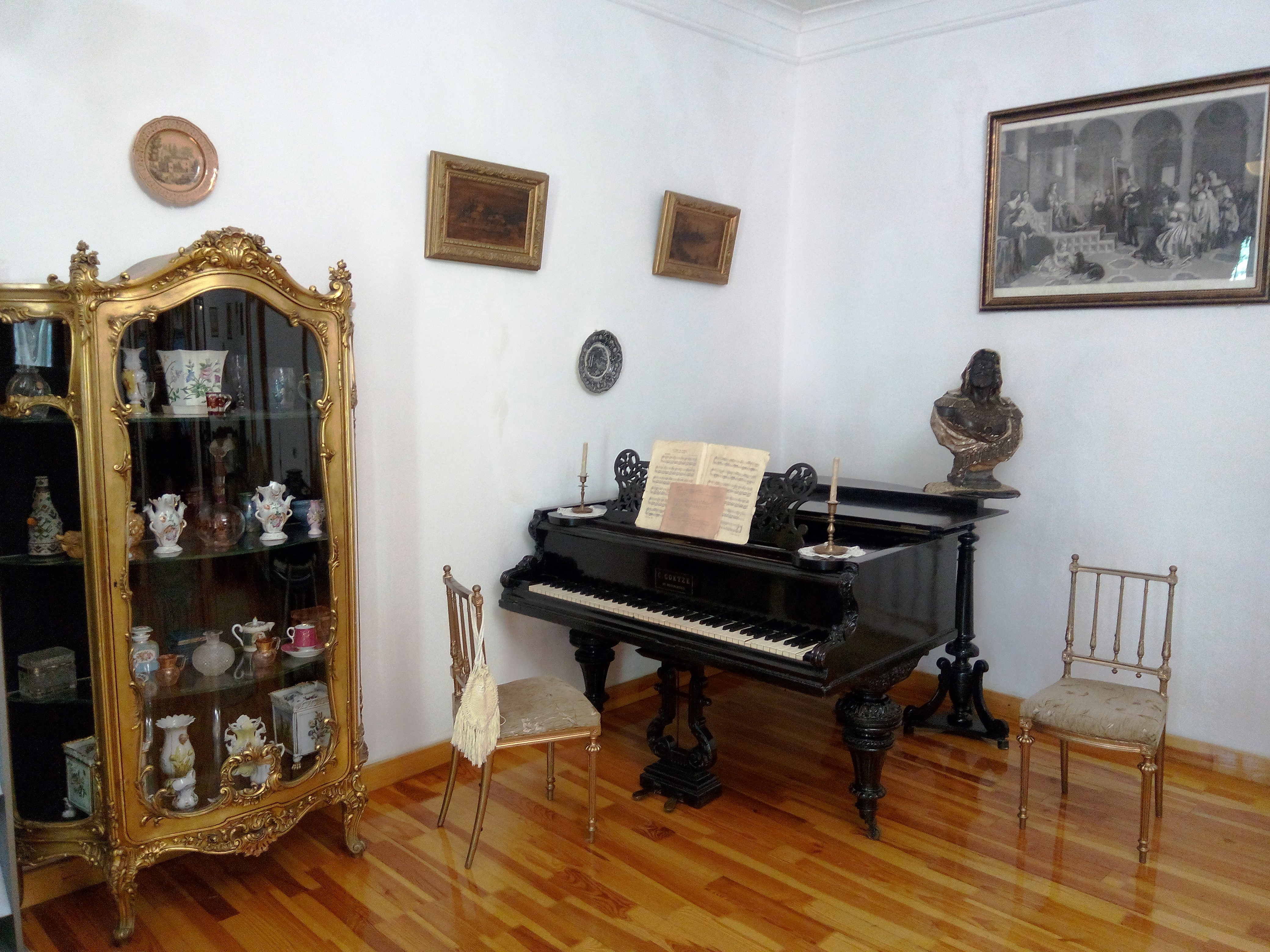